# Herklotzmühle

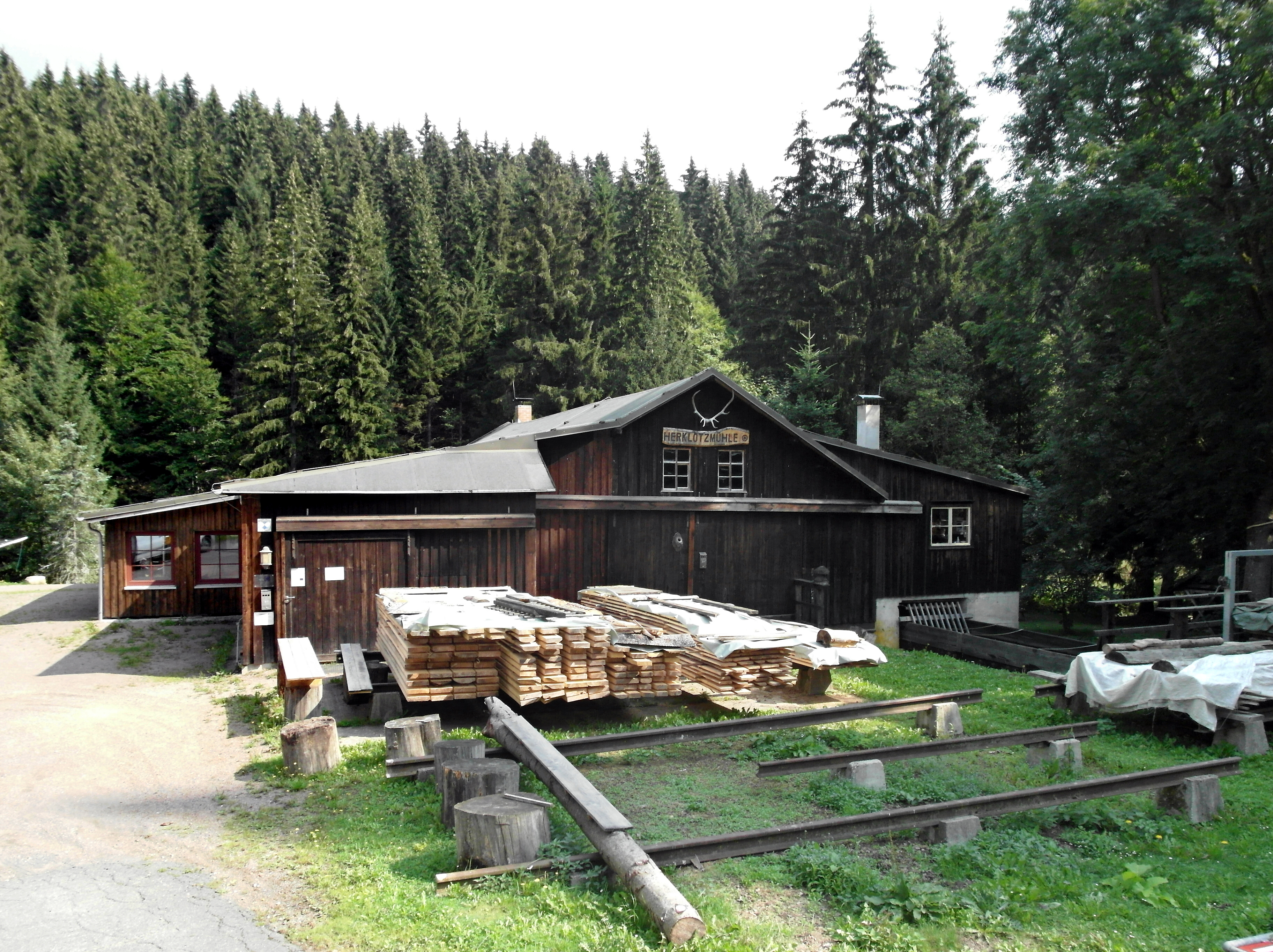
Die Mühle 2018

Die Herklotzmühle ist eine historische Sägemühle zwischen Rehefeld und Seyde im Tal der Wilden Weißeritz.

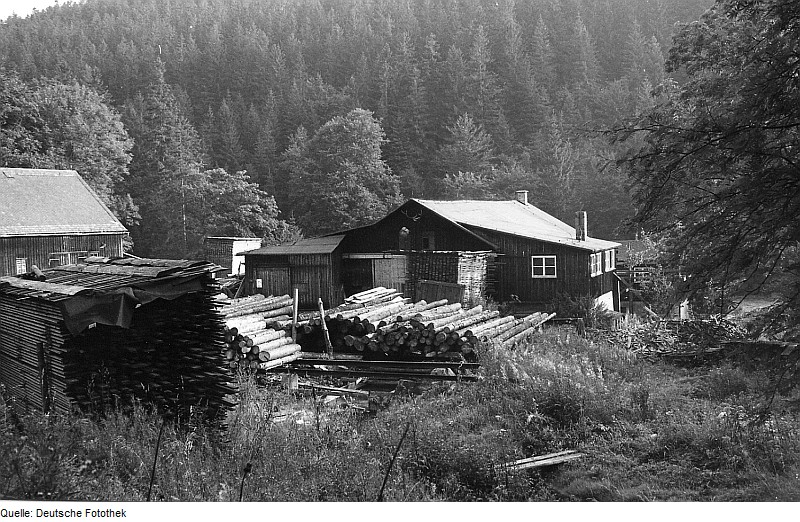
Die Mühle 1983

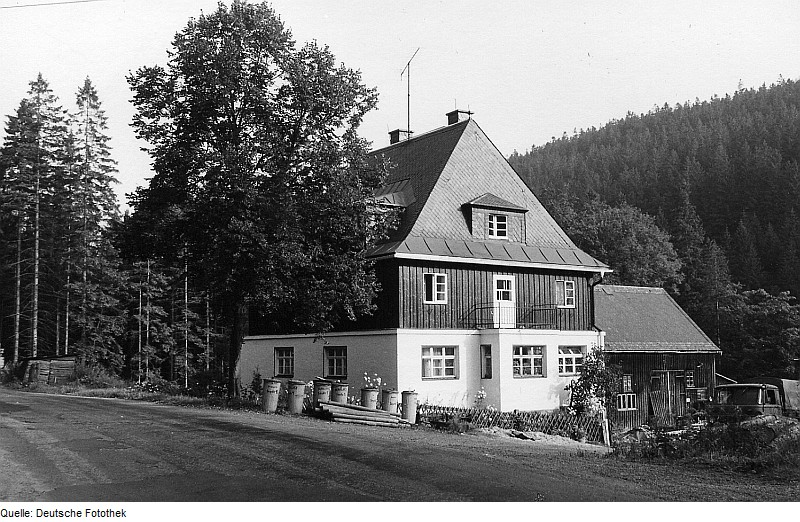
Das Wohnhaus 1983

## Geschichte
Die Herklotzmühle wurde erstmals im Kartenwerk der ersten kursächsischen Landesaufnahme von Matthias Oeder verzeichnet. Diese stammt aus den Jahren 1586 bis 1607. Die Mühle existiert aber wahrscheinlich schon seit 1446. Indiz dafür ist der zweite Durchlauf der ca. 200 m flussaufwärts gelegenen Zinnbrücke. Diese enthält einen Stein mit dieser Jahreszahl. Sollte dieser zweite Durchlauf bei der Errichtung der Brücke bereits existiert haben, dann muss es damals auch schon eine Mühle an diesem Ort gegeben haben.
Die Mühle wurde bis 1992 als Sägewerk betrieben. Seit 2003 wird sie in Regie des Förderverein Herklotzmühle e.V. als Sägewerksmuseum erhalten und saniert.
Seit 2007 ist der Antrieb durch den Einbau des Kammrades wieder funktionstüchtig. Die Arbeiten wurden/werden finanziell unterstützt durch Mittel der LEADER+-Initiative und des Freistaates Sachsen sowie von Sponsoren und Spendern.
Die historische Mühlentechnik ist weiterhin funktionsfähig und für Museumsbesucher vorführbar. Im Juni 2017 wurde ein rekonstruiertes Wasserrad aus Lärchenholz eingebaut.

## Sägewerksmuseum
Neben einer Vielzahl an historischen Maschinen, die vor Ort betrieben wurden, werden heute auch Holzbearbeitungsmaschinen ausgestellt, deren Einsatzort ein Anderer war.
Eine historische und voll funktionstüchtige Säge- und Stellmachereitechnik, die über Transmissionsriemen angetrieben werden kann, ist Teil des Museums. Seit 2015 besitzt die Mühle auch eine restaurierte kombinierte Bandsäge mit Hobelmaschine und Abrichte.